# Glebogryzarka

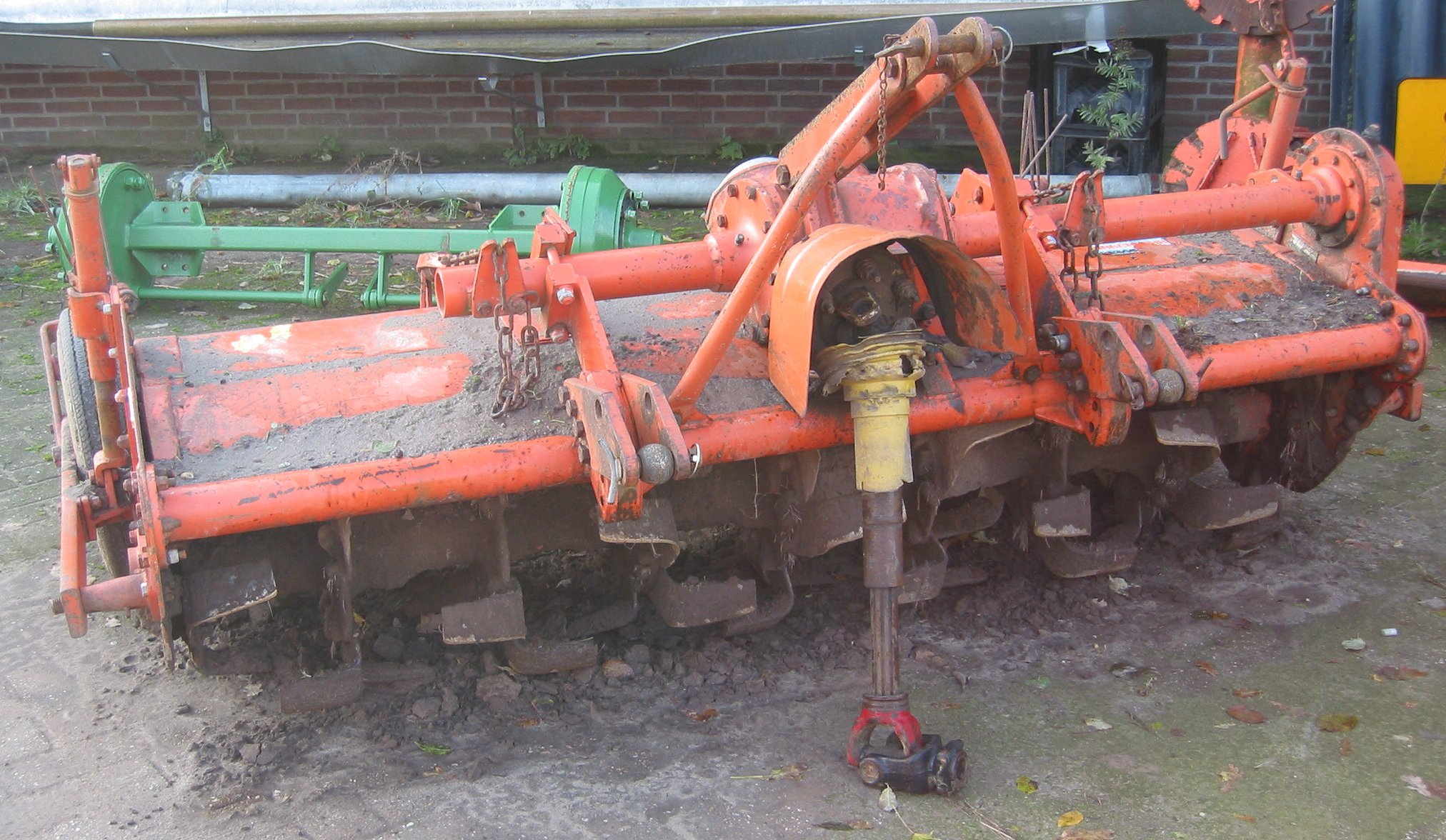
Glebogryzarka mocowana na ciągniku rolniczym

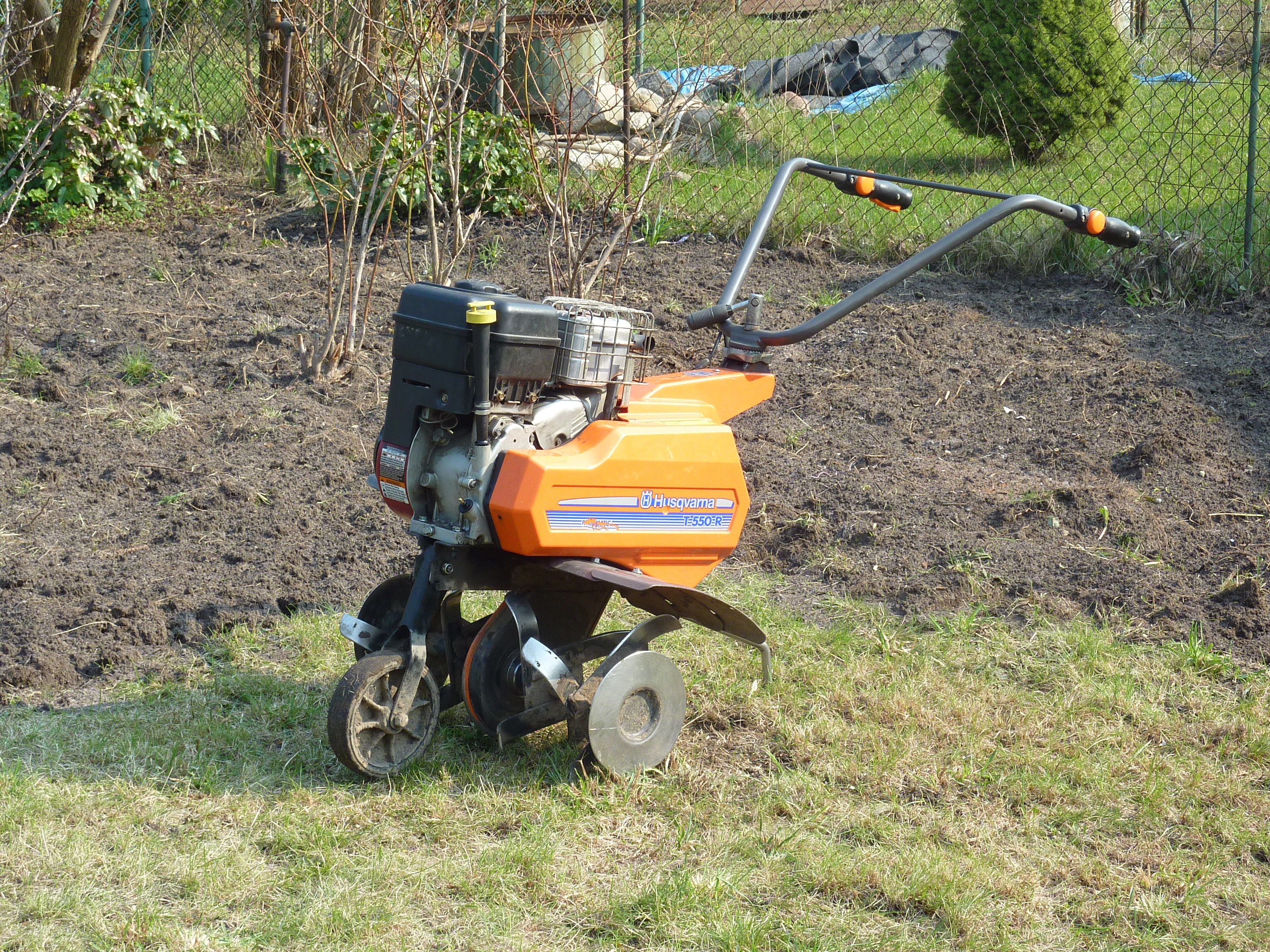
Glebogryzarka ogrodnicza

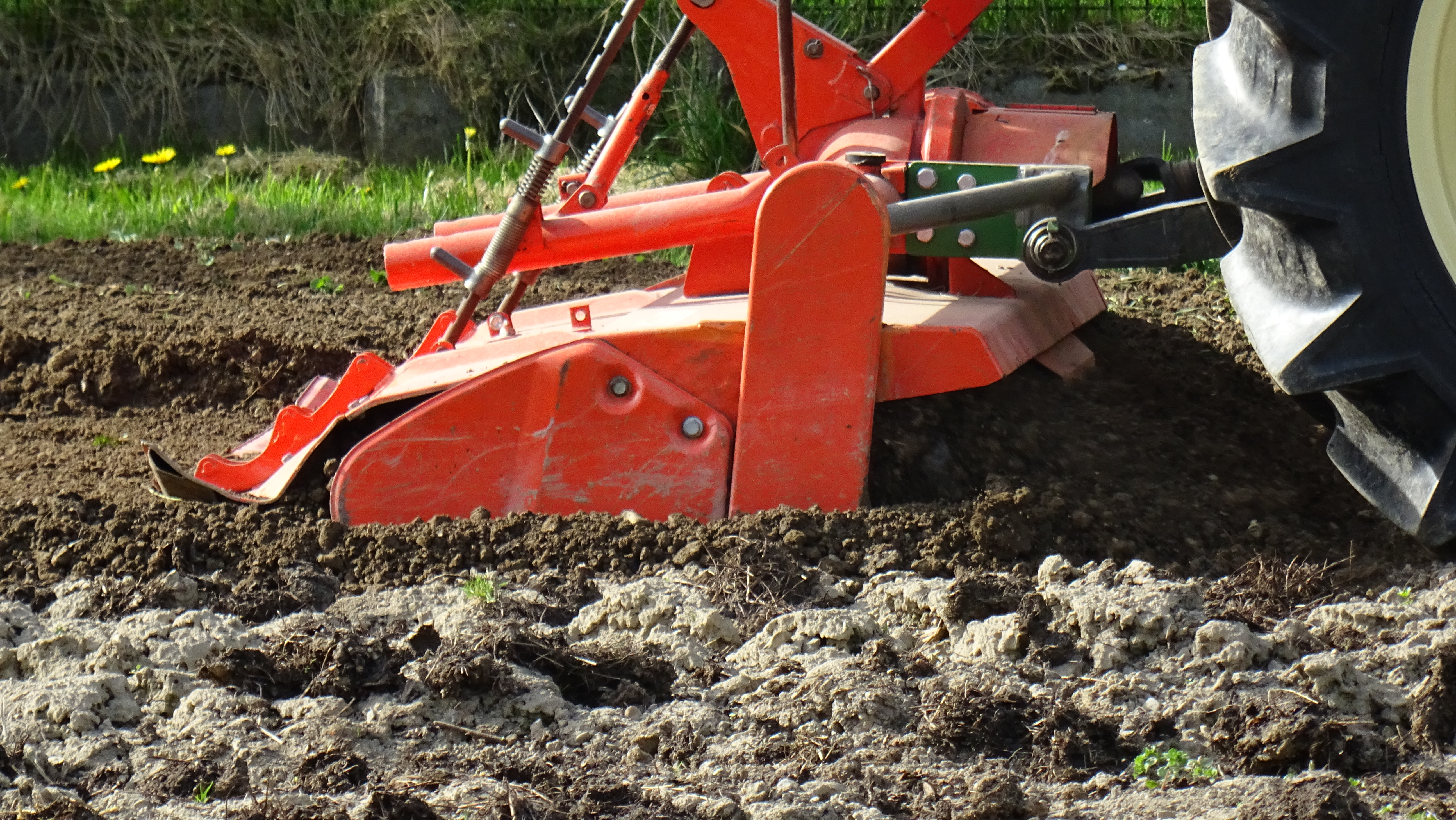
Glebogryzarka podczas pracy.

Glebogryzarka – maszyna rolnicza służąca do uprawy roli. Zespołem roboczym są łukowe lub hakowate noże osadzone na obrotowym wale, wycinające kęsy gleby, które mogą obracać się współbieżnie lub przeciwbieżnie. Intensywność spulchnienia roli można regulować w dużym zakresie dobierając odpowiednio do wymaganej głębokości uprawy prędkość obrotową wału i prędkość ruchu postępowego. Zbyt szybkie obroty wału powodują niszczenie struktury gruzełkowatej gleby.
Maszyna ta często stanowi część zestawu uprawowo-siewnego. Glebogryzarka, mająca napęd własny (samobieżna) lub z wału przekaźnikowego ciągnika rolniczego, gryzuje rolę do głębokości 20 cm.
Rozróżnia się glebogryzarki:
- ogrodnicze - do płytkiej uprawy międzyrzędowej,
- polowe - do uprawy roli na gruntach ornych, do uprawy łąk,
- specjalne, np. do powierzchniowej eksploatacji torfowisk - frezarki torfowe.

Glebogryzarka jest niezastąpiona do spulchniania i wyrównania (po uprzednim przekopaniu) dużych powierzchni gleby, zwłaszcza trudnej w uprawie gleby zbitej i gliniastej. Przydaje się na przykład w nowo urządzanym ogrodzie bądź przed założeniem dużego trawnika.
Dzięki dodatkowemu wyposażeniu można jej również używać do:
- odchwaszczania,
- mieszania kompostu, torfu i nawozów z ziemią,
- do wertykulacji i przycinania brzegów trawnika.